# Nguyễn Thanh Bình
Nguyễn Thanh Bình (Thái Bình, 2 de noviembre de 2000) es un futbolista vietnamita que juega en la demarcación de defensa para el The Cong-Viettel FC de la V.League 1.

## Selección nacional
Tras jugar en varias categorías inferiores de la selección, finalmente hizo su debut con la selección absoluta de Vietnam el 7 de septiembre de 2021 en un encuentro de clasificación para la Copa Mundial de Fútbol de 2022 contra Australia que finalizó con un resultado de 0-1 a favor del combinado australiano tras el gol de Rhyan Grant.

## Clubes
| Club                           | País    | Año   | Partidos | Goles |
| ------------------------------ | ------- | ----- | -------- | ----- |
| Quy Nhon Binh Dinh FC (cedido) | Vietnam | 2020  | 16       | 0     |
| The Cong-Viettel FC            | Vietnam | 2021- | 114      | 1     |